# Moc zapotrzebowana
Moc zapotrzebowana – przyjęta umowna najwyższa wartość mocy pobieranej w określonej części instalacji elektrycznej budynku w warunkach obciążenia długotrwałego. Moc ta ustalana jest najczęściej na podstawie sumy mocy odbiorników energii elektrycznej jakie mogą być zasilane w rozpatrywanej części instalacji elektrycznej, z uwzględnieniem spodziewanego współczynnika jednoczesności pracy tych odbiorników. Ponieważ rzeczywiste zapotrzebowanie na moc jest znacznie mniejsze od sumy mocy znamionowych odbiorników, stąd moc zapotrzebowana jest znacznie mniejsza od mocy zainstalowanej. Wielkość tę przyjmuje się do celów projektowania instalacji.